# Manfred Ludwig Sextett
Das Manfred Ludwig Sextett war ein in den 1960er Jahren relevantes Jazzensemble in der DDR, später eine reine Tanzband.
Die Band entstand Anfang 1962, nachdem sich 1961 das Orchester Eberhard Weise aufgelöst hatte. Zur Gruppe gehörten zunächst die Saxophonisten Ernst-Ludwig Petrowsky und Manfred Schulze, der Trompeter Heinz Becker, Siegfried Labrod (Klavier), Ulrich Türkowsky (Bass) und Werner Gasch (Schlagzeug). Der Name der Gruppe wurde aus den Vornamen der beiden Gründer und Saxophonisten zusammengesetzt. Binnen Jahresfrist zählte das von Petrowsky geleitete Manfred-Ludwig-Sextett zu den wichtigsten Jazzgruppen der DDR. Bereits 1963 und 1964 gab die Gruppe jeweils dreimonatige Tourneen in der damaligen ČSSR, wo auch Funk- und Fernsehaufnahmen entstanden. Eine erste Amiga-Platte wurde 1963 aufgenommen. Das Manfred-Ludwig-Sextett erhielt 1964 die Möglichkeit, eine LP mit der US-amerikanischen Sängerin Dorothy Ellison aufzunehmen. Damit gehört das Manfred-Ludwig-Sextett zu den wenigen Bands, denen zu dieser Zeit die Möglichkeit gegeben wurde, Jazz-Platten aufzunehmen. 
Ab 1963 bildete die Band den Kern für die von Klaus Lenz zusammengestellte und geleitete Modern Jazz Bigband. Da das Sextett aus Gründen der DDR-Kulturpolitik zunehmend neben Jazz-Konzerten auch Tanzabende bestreiten musste, gründete Petrowsky 1966 eine „band within the band“, die in Quintett- bzw. Quartett-Besetzung ausschließlich Jazzmusik spielte. Die Musik dieser Kerngruppe bewegte sich nach Petrowsky „innerhalb des modernen bop, allerdings in dem, der um Dolphy, Coleman, Shepp, Henderson weiß und gelegentlich auch einmal einen Ausflug in Bereiche des Free Jazz riskiert, jedoch nicht, ohne in die Mitte zurückzufinden.“
1970 verließen beide Gründer die Gruppe, um freiere Musik spielen zu können. Das Sextett blieb bis 1990 bestehen und gehörte als Showband zur DDR-Spitze.
In der Gruppe spielten auch Wolf Hudalla, (Baritonsaxophon), Herbert Rößner (Trompete), Klaus Lenz (Trompete), Hermann Anders (Trompete), Conny Bauer (Gitarre, Gesang, eventuell Posaune), Max Tolsdorf (Gitarre), Siegfried Groß (Klavier), Winfried Berger (Klavier), Armin Baptist (Klavier), Reinhard Lakomy (Klavier), Wolfgang Winkler (Schlagzeug), Klaus Lübke (Schlagzeug), Günter Sommer (Schlagzeug) sowie Manfred Schmidt (Schlagzeug).